# Bedem Cornaro u Splitu
Bedem Cornaro je fortifikacijski objekt u Splitu, Hrvatska. Nalazi se kod Strossmayerovog parka, Zagrebačke, Sinjske i Nodilove ulice.

## Opis
Bedem je građen od 1661. do 1664. godine i nosi ime po mletačkoj obitelji Cornaro. Bastion Cornaro središnji je, sjeverni i danas najbolje sačuvani splitski barokni bastion, izgrađen prvi unutar sustava baroknih fortifikacija koji se u Splitu gradi početkom 17. stoljeća. Projektant splitskih baroknih fortifikacija je mletački inženjer Innocentio Conti. Gradnja bastiona Cornaro započela je 1661. za vladavine providura Andree Cornera, a završena 1664. za providura Girolama Contarinia. Danas je bastion Cornaro u potpunosti vidljiv u tlocrtu grada, a dobro su očuvani i kameni plašt (dijelom obnovljen početkom 2017.) te zemljani nasip u unutrašnjosti bastiona. Zgrada Galerije umjetnina izgrađena je unutar baroknog bastiona Cornaro 1792. prema projektu Petra Kurira kao najstarija bolnica u Splitu.

## Zaštita
Pod oznakom P-5219 bio je zaveden kao nepokretno kulturno dobro - pojedinačno, pravna statusa preventivno zaštićena kulturnog dobra, klasificirano kao profana graditeljska baština, a onda je dobio oznaku Z-7058 i stekao je status zaštićena kulturna dobra, skupa sa zgradom Galerije umjetnina.

## Vanjske poveznice
|  | Zajednički poslužitelj ima još gradiva o temi Bedem Cornaro u Splitu |